# Miliradian
Un miliradian sau miime (simbol SI mrad, uneori abreviat și mil) este o unitate derivată a Sistemului Internațional pentru măsurarea unghiurilor, care este definită ca o miime de radian (0,001 radiani). Miliradianii sunt utilizați pentru reglarea dispozitivului de ochire al armelor de foc prin ajustarea unghiului dispozitivului în raport cu țeava (sus, jos, stânga sau dreapta). Miliradianii sunt, de asemenea, folosiți pentru a compara grupările de lovituri sau pentru a compara dificultatea de a lovi ținte de diferite dimensiuni, la distanțe diferite. Când utilizează o lunetă care are atât dispozitiv de reglaj etalonat în miliradiani, cât și reticul cu asfel de marcaje (numită „lunetă mrad/mrad”), trăgătorul poate folosi reticulul ca riglă pentru a număra numărul de miliradiani cu care o împușcătură a fost în afara țintei. Rezultatul măsurătorii reprezintă chiar reglajul de ochire necesar pentru ca ținta să fie atinsă cu lovitura următoare. Dispozitivele optice cu reticule etalonate în miliradani pot fi utilizate, de asemenea, pentru a estima distața până la o țintă de dimensiune cunoscută sau invers, pentru a determina dimensiunea țintei dacă distanța până la ea este cunoscută - o metodă numită „milling”.

## Utilizare în topografia militară
Pentru facilitarea măsurătorilor expeditive pe câmpul de luptă, unele busole militare au cadranul gradat atât în grade sexagesimale, cât și în miimi. Un cerc complet conține 360° sau (aproximativ) 6283,185 mrad dar, din considerente practice, numărul de subdiviziuni al cadranului busolei etalonate în miimi este fie 6400 (miimi NATO), fie 6000 (miimi folosite de armatele Pactului de la Varșovia), fie 6300 (miimi suedeze „streck”).
Exemple de busole militare cu cadranul etalonat (și) în miimi sunt busolele britanice Francis Barker M-73, cele americane Cammenga Lensatic Compass M-1950 3H sau cele românești I.O.R B1-69.